# Bikini Girls on Dinosaur Planet
Pour plus de détails, voir Fiche technique et Distribution.
Bikini Girls on Dinosaur Planet est un vidéofilm américain réalisé par William Hellfire et sorti en 2005. C'est une comédie érotique.

## Synopsis
Quand un couple de lesbiennes extraterrestres tombe sur la Terre telle qu'elle était il y a un million d'années, 
elles sont confrontées à trois femmes des cavernes obsédées de sexe et à une terre peuplée de dinosaures grondants.

## Fiche technique
- Titre : Bikini Girls on Dinosaur Planet
- Réalisateur : William Hellfire
- Scénario : William Hellfire
- Société : Factory 2000
- Langue : Anglais
- Format : Couleurs
- Pays :  États-Unis
- Durée : 58 minutes
- Date de sortie : 26 juillet 2005 aux États-Unis

## Distribution
- Tina Krause : Eegads
- Ruby Larocca : Eeek
- Misty Mundae : Oook
- Lilly Tiger : Una
- Zoe Moonshine : capitaine Moonshine
- Darian Caine : Darian
- Jade Duboir : Jade